# Dystocie
La dystocie désigne la difficulté, essentiellement mécanique, qui peut survenir lors d'un accouchement, tant chez les animaux que chez l’être humain. Elle se distingue de l’eutocie, un accouchement qui se déroule normalement.
La dystocie peut être d'origine métabolique (inertie utérine, hypocalcémie, hypoglycémie…) ou maternelle, c'est-à-dire due à une anomalie chez la parturiente. Elle peut également être liée au fœtus : souvent à sa présentation fœtale, ou à une disproportion comme la macrosomie fœtale.
Le diagnostic repose sur l'examen clinique, l'échographie, et selon la réponse à l'augmentation des contractions.
Son incidence est de 1 à 10 % chez les juments, et de 3 à 25 % chez la vache.

## Dystocies d'origine maternelle
Les principales dystocies d'origine maternelle sont les suivantes :
- la dystocie dynamique due à une anomalie de la contraction de l'utérus ; elle représente plus de 50 % des causes d’accouchement dystocique[1]. Lorsque les contractions sont trop peu marquées, on administre un traitement par perfusion d'ocytocine (médicament qui stimule les contractions de l'utérus), qui rétablit la régularité et l'intensité des contractions. Lorsque les contractions sont trop importantes, le risque est que l’hypertonie utérine ne se relâche pas et entraîne une souffrance pour le bébé. La décision de pratiquer une césarienne peut être prise.
- la dystocie cervicale qui se situe au niveau du col de l'utérus et provient le plus souvent d'une rigidité secondaire à une anomalie de la contraction de l'utérus lui-même, ou d'une agglutination ou rétrécissement du col qui refuse de s'ouvrir . Une césarienne est alors pratiquée.
- la dystocie par obstacle qui est due à la présence d'une tumeur s'opposant à la descente du fœtus, empêchant ainsi sa progression ;
- le placenta praevia qui est l'insertion basse du placenta, constituant une forme de dystocie gênant l'expulsion du fœtus et nécessitant une césarienne ;
- la dystocie osseuse, qui est due à un bassin déformé ou trop petit.
- la dystocie des parties molles est due à des obstacles vaginaux (rétrécissement, vaginisme, kyste) et périnéaux (étroitesse vulvaire, cicatrices de brûlures étendues). Une épisiotomie élargit alors l'orifice et permet le passage de l'enfant.

## Dystocies du fœtus
Les principales dystocies du fœtus sont :
- par présentation anormale du fœtus, comme la présentation du siège ou présentation podalique, la présentation de la face, les présentations du front et du bregma, la présentation transverse, la présentation face vers l'avant et la dystocie des épaules ;
- un fœtus trop volumineux (macrosome, ou disproportion foetopelvienne), ou avec hydrocéphalie, tumeurs du cou ou de la région sacrococcygienne, épaules trop larges. Une césarienne est alors pratiquée.

Le traitement dépend de la cause de la dystocie fœtale.

## Présentation fœtale

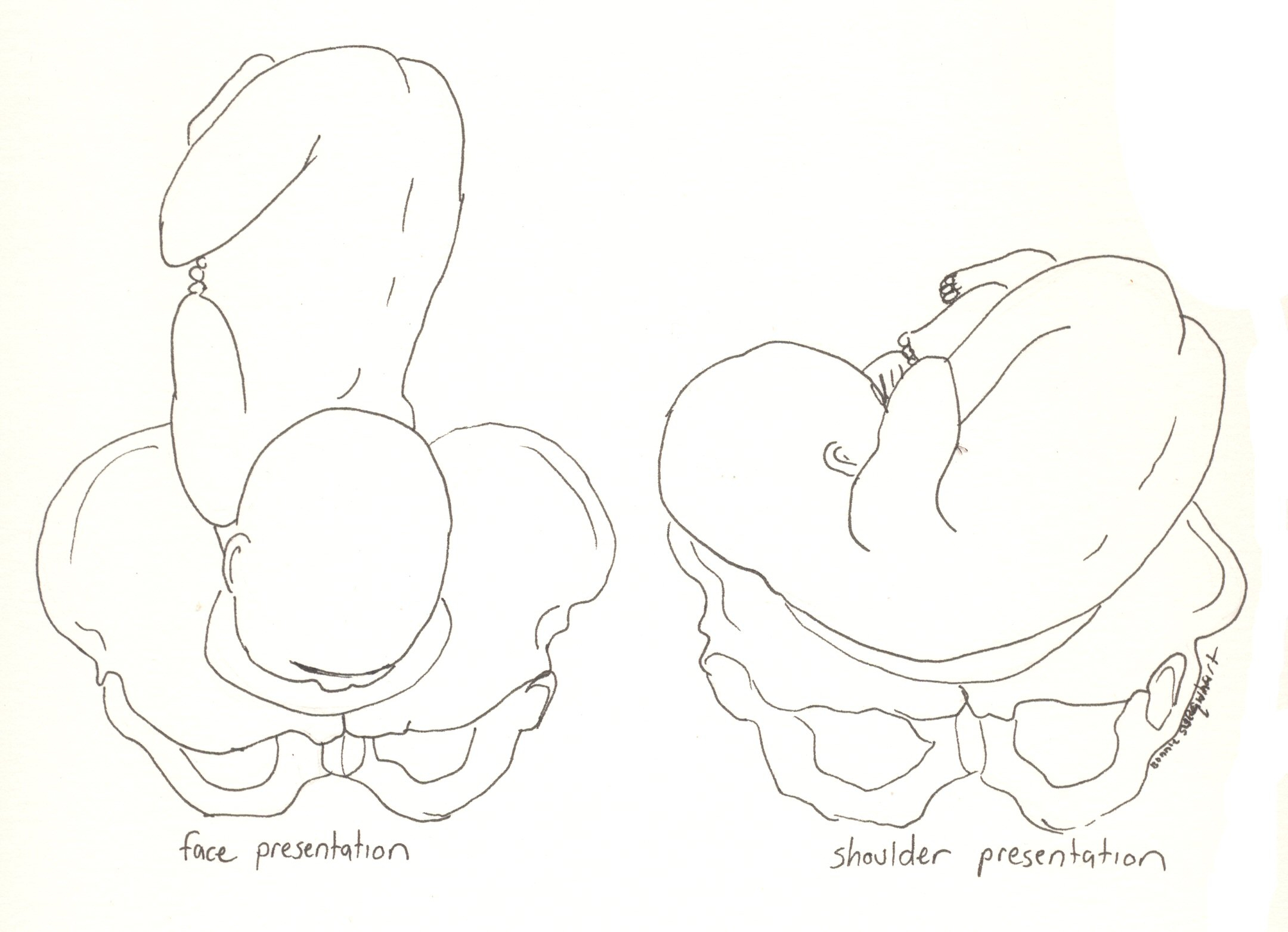
Exemples de présentations fœtales anormales: la présentation de face et la présentation des épaules

La présentation fœtale habituelle est le vertex (tête en bas, en flexion), avec l'occiput antérieur.
Il existe une variété de présentations fœtales anormales, qui favorisent l'apparition  d'une dystocie.

La présentation dépend de la colonne vertébrale, elle peut ainsi être longitudinale, transverse (perpendiculaire à celle de la mère), ventrale ou dorsale.
La dystocie de l’épaule indique souvent des problèmes de taille du fœtus, ou un excès de volume de la tête.

Toute dystocie peut entraîner des risques pour la santé du fœtus, comme des complications de la circulation du sang, ou de la respiration après détachement du placenta.

## Complications post partum
Si la dystocie s’aggrave, chez les équins il peut y avoir une non délivrance, une métrite puerpérale, des lacérations recto-vaginales, une vaginite nécrosante, des hémorragies, de l’incontinence urinaire, une inversion utérine, un prolapsus utérin, des lacérations utérines, ou même une fibrose utérine.
Chez le fœtus il peut y avoir des traumatismes de naissance, une mort périnatale ou post-natale, ou une sortie difficile du bébé.
Le décès de la parturiente est aussi une issue possible.

## Traitement
La correction est difficile du aux contractions et leur force, et à la fragilité des tissus du tractus génital, ainsi que la longueur des extrémités du fœtus, et le manque d’espace pour réaliser les manœuvres obstétricales.
C’est pourquoi il y a un besoin de mise en contexte au médecin ou au vétérinaire: age, traitements et anciennes parturitions, anomalies.
Prévenir ces complications étant plus efficace et plus aisé que de les traiter, l'identification d'une anomalie de présentation avant l'accouchement est un impératif.
Les solutions peuvent être l’euthanasie, une embryotomie (ou foetotomie), ou une mutation fœtale (puis extraction par voies naturelles sous anesthésie) chez les animaux.
Du bicarbonate peut être administré contre l’acidose sanguine chez les veaux, stimulant leurs voies respiratoires.
Sinon, les solutions les plus abordées sont  la césarienne ou l’accouchement naturel, avec épisiotomie si l’obstétricien le juge nécessaire.
Le traitement médical consiste à l’administration d’ocytocine, de glucose ou de calcium.
Le but est d’assurer la santé du fœtus et de la mère.
Un suivi médical est important après l’accouchement.